# Western Division (Fidschi)
Die Western Division ist eine der vier Divisionen Fidschis. Sie vereint die Provinzen Ba, Nadroga-Navosa und Ra. 
Die Hauptstadt der Division ist Lautoka, der Einflussbereich der Western Division ist der westliche Teil der größten Insel Fidschis, Viti Levu und einige kleinere Inseln (Yasawa-Inseln, Viwa, Waya und Velulele). Außerdem besitzt die Division eine Landgrenze zur Central Division auf Viti Levu und eine Seegrenze zur Northern Division und zur Eastern Division.
Beim Zensus 2007 betrug die Bevölkerung der Division 319.611 Personen, diese setzte sich je etwa zur Hälfte aus iTaukei (indigenen Fidschianern) und Fidschi-Indern zusammen.